# پروولوچان
پروولوچان (انگلیسی: Perevolochan) یک شهرک در شهرستان خایبولینسکی استان باشقیرستان کشور روسیه است.